# Вайбхашика
Сарвастивада-вайбхашика или просто вайбхашика (санскр. Sarvāstivāda-Vaibhāṣika) — школа традиционной буддийской философии, относится к древней традиции Абхидхармы (схоластической буддийской философии), которая имела большое влияние в Северной Индии, особенно в Кашмире в первые века новой эры.
Школа вайбхашика была влиятельной подгруппой более крупной школы сарвастивада. Она отличались от других подшкол сарвастивады, таких как саутрантика и «Западные учителя» Гандхары и Бактрии, своей ортодоксальной приверженностью доктринам, изложенным в «Махавибхаше» (санскр. Mahāvibhāṣa). Идеи вайбхашики значительно повлияли на буддийскую философию всех основных школ буддизма махаяны, а также на более поздние формы Абхидхаммы тхеравады (хотя и в гораздо меньшей степени). Учение вайбхашики заложило основы буддийского мировоззрения и, в частности, буддийской феноменологии. Последующие философские школы критиковали их взгляды за противоречивость, особенно в отношении учения о субстанциональности. Творческая критика положила начало учению саутрантики и, в дальнейшем, махаяны.
Традиция сарвастивада зародилась в Империи Маурьев во II веке до н. э. По одним данным, её основал Катьянипутра (около 150 года до н. э.), по другим ― Васумитра. В кушанскую эпоху был составлен «Великий комментарий» («Махавибхаша»), положивший начало вайбхашике как философской школе. Эта традиция получила поддержку кушанского царя Канишки, а затем распространилась по Северной Индии и Центральной Азии. Она имела свой собственный канон священных писаний на санскрите, который включал собрание Абхидхарма-питаки из семи частей. С I по VII век н. э. Вайбхашика удерживала положение самой влиятельной буддийской школы на северо-западе Индии.
Возникнув в первые века после проповеди Будды, вайбхашика стала самой многочисленной школой в Индии. Некоторые доктрины её подшкол широко распространились в Южной и Юго-Восточной Азии (Шри-Ланка, Таиланд, Камбоджа, Лаоса), став доминирующей формой буддизма. В Китае, Корее, Японии и Вьетнаме они либо легли в основу самостоятельных ортодоксальных школ, либо были восприняты махаянской традицией. В центрально-азиатском буддизме, распространившемся в гималайском тибетоязычном регионе, Монголии и некоторых регионах России, они стали важной частью философско-религиозного учения.
Несмотря на многочисленные вариации и внутренние разногласия, большинство последователей сарвастивады-вайбхашики соглашались с доктриной «всё существует» (сарвастива, санскр. sarvāstitva), по которой все явления в трёх временах (прошлом, настоящем и будущем) можно считать существующими.
Наиболее известные представители школы: Васубандху, Бхаданта, Дхарматрата, Гхошака, Буддхадева, Сангхабхадра. Вплоть до вторжения мусульман в IX веке центрами вайбхашики были монастыри Кашмира. В Китае трактаты вайбхашиков были переведены в 383—390 годы и стали теоретической основой школы цзюй-ше, к которой позднее прибавилась «Абхидхармакоша» Васубандху. В 660 году в Японии был основан аналог цзюй-ше — школа куся.

## Историческая справка
Название школы происходит от «Вибхаши» — большого и малого комментариев к "Абхидхарма-питаке" (третья книга буддийского канона Трипитаки), составленных, согласно преданию, после собора буддистов при царе Канишке (I—II века), которые сохранились в китайском переводе и санскритских фрагментах.
По другой версии, название школы происходит от термина "viśeía" (тиб. bye brad) — "вид", "отличие", "особенность". Вайбхашики (санскр. vaibhāṣika, тиб. bye brad smra ba) — это те, кто согласен с утверждением, что прошлые, настоящие и будущие объекты существуют субстанционально (дравья, санскр. dravya, тиб. rdzas) и представляют собой разные виды (тиб. bye brad). По одной из гипотез, вайбхашика получила своё название благодаря сходству с некоторыми теоретическими положениями небуддийской школы вайшешика (санскр. vаiśeíika, тиб. bye brad ba). Обе эти школы признавали феномены (санскр. dharma, тиб. chos) «субстанционально установленными» (санскр. dravyasiddha, тиб. rdzas grub) и даже необусловленными (санскр. asaṃskṛta), например, пространство (акаша, санскр. ākāśa) и два вида состояния прекращения (санскр. nirodha), которые другими буддийскими школами считались существующими только номинально, в качестве ментального обозначения.
В середине II века н. э. при поддержке кушанского царя Канишки был созван собор сарвастивады в Кашмире с целью редактирования принадлежащих ей текстов. В результате был составлен комментарий к трактату «Джняна-прастхана» — «Махавибхаша» («Великий комментарий»). Авторство труда приписывалось трёмстам (пятистам) архатам (по другим данным мыслителю Паршве), защищавшим идеи сарвастивады. Принявшие главный тезис «Вибхаши» о реальном существовании всех дхарм стали именоваться «вайбхашиками». Тех, кто не признавал канонический статус «Абхидхарма-питаки» назвали «саутрантиками».
Вайбхашиков обычно подразделяют на кашмирских (тиб. kha che bye brag smra ba), апарантийских (тиб. nyi og pa) и магадхийских. Махаянские историки философии попытались найти в них общие черты и объединили в философскую школу «вайбхашика», несмотря на то, что исторически они не представляли собой единого течения и не относили себя к одной школе. Выделяют 18 основных подшкол вайбхашики, которые произошли из четырёх «коренных» школ (махасангика, сарвастивада, стхавира и самматии). Махасангика ведет свою линию от архата Кашьяпы; сарвастивада — от Рахулы, стхавира — от Катьяяны; самматии — от Упали. Классификация вайбхашики на 18 школ представлена в «Пламени логического обоснования» Бхававивеки.
К концу VII века вайбхашика прекратила своё существование, многие её доктрины были восприняты саутрантиками. В итоге обе школы снова объединились под названием муласарвастивада («корневая сарвастивада»).

#### Разногласия между вайбхашикой и саутрантикой
Вайбхашики основывались на комментариях к сутрам, считая Словом Будды (Буддхавачана) все три части канона — Сутра-питаку, Виная-питаку и Абхадхарма-питаку. В отличие от них саутрантики опирались непосредственно на сутры санскритского канона школы сарвастивада и под Словом Будды понимали только тексты проповедей (Сутра-питаку) и дисциплинарных наставлений (Виная-питаку).
По мнению буддолога А. Н. Игнатовича, главное доктринальное различие между течениями заключалось в представлении о реальности дхарм. Вайбхашики признавали их «длительную» реальность, саутрантики считали, что дхармы существуют лишь в момент их проявления, то есть обладают «моментальной» реальностью.
Для вайбхашиков все пять основ, феномены трёх времен и нирвана существуют субстанционально. Для них сознание — это всегда сознание другого и не может иметь своим объектом себя. Для саутрантиков феномены, существующее и объекты познания — это одно и то же. Из пяти скандх субстенционально существующими они считали только форму, первичное сознание, ощущения и различение. Они отрицали существование феноменов трёх времён, считая их мысленно приписанными сущностями. По словам Ф. И. Щербатского, саутрантики «отвергли материалистическую нирвану», вплотную подойдя к концепции «тождества» сансары и нирваны махаяны, допуская реальность феноменального мира в смысле реальности дхарм.
Тибетские сиддханты и устная традиция называли последователем вайбхашики хинаянского философа, который не признает самоопознание и признает истинное существование внешних объектов, а саутрантиком ― «последователя философии хинаяны, который признаёт истинное существование внешних объектов и самопознающего сознания».
Уроженец Гандхары Васубандху в своём труде «Абхидхармакоша» сделал сжатый обзор «Махавибхаши». В автокомментарии (бхашья) к этому тексту он подверг критике идеи вайбхашики с позиций саутрантики. Сангхабхадра (V в.), происходивший из Кашмира, попытался ответить на критику сарвастивады в «Ньяя-анусара-шастре». Авторство другого, более позднего опровержения «Абхидхарма-дипа» («Свет Абхидармы») точно не установлено.

### Канонические тексты
Основным источником традиции вайбхашика была Абхидхарма-питака сарвастивады, в состав которой входили 7 текстов.
- «Сангитипарьяя[англ.]» (санскр. Saṃgītiparyāya, «Наставления о собрании») — комментарий к Самгити-сутте ДН 33, составленный по принципу организации предметов по числовым группам в восходящем порядке.
- «Дхармасканда[англ.]» (санскр. Dharmaskandha, «Совокупность Дхарм») — описывает этапы продвижения адепта к конечной цели, приписывается авторству одного из двух главных учеников Будды Шарипутре или Маугдальяяне[25].
- «Праджняптишастра[англ.]» (санскр. Prajñāptiśāstra, «Трактат о обозначениях») — список доктринальных тем, за которыми следуют разделы с вопросами и ответами.
- «Дхатукая[англ.]» (санскр. Dhātukāya, «Собрание элементов») — классификация 90 феноменов сознания по 14 рубрикам.
- «Виджнянакая[англ.]» (санскр. Vijñānakāya, «Собрание сознания») — полемика с представителями пудгалавады, придерживавшимися концепции квази-Я. Текст приписывается авторству Девасармана; именно здесь впервые встречается идея существования всех дхарм в прошлом, настоящем и будущем.
- «Пракаранапада[англ.]» (санскр. Prakaraṇapāda, «Изложение») — классификации материальных факторов, сознания и сопровождающих его факторов, уровни сознания, необусловленные дхармы и ряд других классификаций.

Вместе они составляют «Шесть трактатов» (кит. 六足論; санскр.  ṣaḍ-pāda-śāstra). Седьмой текст — это «Джнянапрастхана» (санскр. Jñānaprasthāna, «Изложение [истинного] знания»), автором которого был Катьяянипутра. Представляет собой систематизацию этапов духовного продвижения в свете Четырёх благородных истин о страдании.

### Экзегетические тексты
«Джнянапрастхана» стала основой для экзегетических работ сарвастивады, называемых "вибхаша" (санскр. vibhāṣa), которые были составлены во время напряжённых дебатов среди сарвастивадинов в Кашмире. Эти сборники содержат не только ссылки на сутры и обоснованные аргументы, но и новые доктринальные категории и позиции. Самым влиятельным из них стал центральный текст школы вайбхашика «Абхидхарма Махавибхаша шастра» («Великий комментарий»). Этот комментарий к «Джнянапрастхане» был создан в первой половине II века во время третьего собора сарвастивадинов под эгидой покровителя буддизма царя Канишки. Трактат состоял из 100 тысяч шлок (четверостиший) и был признан седьмым разделом Абхидхармы. В тексте приведено множество анонимных и конкретных мнений учителей сарвастивады (Дхарматрата, Васумитра, Гхошака, Буддхадева и др.). Составителем текста считают Катьяянипутру. К концу III или началу IV века появился перевод «Махавибхаши» на китайский язык.

### Трактаты
В дополнение к канонической Абхидхарме сарвастивады были написаны различные пояснительные тексты или трактаты, имеющие форму обзоров и введений. Наиболее известными текстами традиции сарвастивада являются следующие:
- «Абхидхарма-хридая-шастра» («Сердце Абхидхармы»), примерно I век до н. э., Бактрия. Это древнейший пример систематизированного трактата сарвастивады;
- «Абхидхарма-амрита» («Вкус Бессмертного»), II век н. э., труд, основанный на предыдущей работе;
- «Самьюктабхидхарма-хридая»;
- «Абхидхармакоша» («Сокровищница высшего знания») Васубандху (IV или V век). Очень известный сборник стихов и сопроводительных комментариев. Васубандху часто критикует взгляды вайбхашики с позиции саутрантики. Это основной текст, используемый для изучения Абхидхармы Тибета и Восточной Азии. Остаётся авторитетным источником в китайском и тибетском буддизме;
- «Абхидхармакошопайика-тика», комментарий;
- «Ньяя-анусара-шастра» («Соответствие правильной науке»), автор Сангхабхадра, предпринявший попытку критиковать Васубандху и защитить ортодоксальные взгляды вайбхашики;
- «Абхидхарма-самая-прадипика», сборник работ Сангхабхадры;
- «Абхидхармаватара» («Погружение в Абхидхарму»), вводный трактат мастер Скандхила (V век);
- «Абхидхарма-дипа» и автокомментарий «Вибхаша-прабха-вритти», трактат, созданный после Сангхабхадры, в котором внимательно разобран текст «Абхидхармакоши» и предпринята попытка отстаивать взгляды вайбхашики. Авторство точно не установлено.

Самую зрелую и утончённую форму философии вайбхашики можно найти в труде учёного-монаха, современника Васубандху, Сангхабхадры (около V века н. э.), который был «одним из самых блестящих знатоков Абхидхармы в Индии». Две его основные работы «Ньяя-анусара» и «Абхидхарма-самая-прадипика», являются важнейшими источниками поздней мысли вайбхашики. На его работы ссылаются и их цитируют такие авторитеты, как Сюаньцзан и Стхирамати.

## Дхармы

### Дхармы и их характеристики
Все буддийские школы Абхидхармы делили мир на «дхармы» (явления, факторы или «психофизические события»), которые являются фундаментальными строительными блоками всего феноменального опыта. В отличие от сутр, Абхидхарма анализирует переживания этих мгновенных психофизических событий. Дхармы относятся к непостоянным проявлениям сознания вместе с их интенциональными объектами, которые быстро возникают и исчезают в последовательных потоках. Они аналогичны атомам, но имеют психофизическую природу. Следовательно, согласно Ноа Ронкин, «все события опыта понимаются как результат взаимодействия дхарм».
С точки зрения вайбхашики, «Абхидхарма» относится к анализу и пониманию природы дхарм и мудрости, возникающей на их основе. Это систематическое понимание учения Будды рассматривалось вайбхашикой как высшее выражение мудрости, необходимое для практики буддийского пути, которое представляет истинное намерение Будды на уровне абсолютной истины (параматха-сатья, санскр. paramārtha-satya). Согласно «Махавибхаше», «Абхидхарма — это анализ внутренних и общих характеристик дхарм».
Для вайбхашиков дхармы — это «фундаментальные составляющие существования», которые являются дискретными и реальными сущностями, дравья (санскр. dravya). Понятие дискретности дхарм отличалось у вайбхашики и саутрантики. Саутрантики считали дхармы более дискретными, так как они не могли существовать также в прошлом и будущем времени. В X веке Бодхибхадра, который был одним из учителей Атиши, указывал на то, что в вайбхашике явления прошлого, настоящего и будущего «существуют как дискретные конкретные субстанции». Согласно Э. Каллахан, Бодхибхадра имел в виду то, что феномены существуют как субстанции в трёх временах. Буддолог И. С. Урбанаева, ссылаясь на «Абхидхармакошу» Васубандху, в свою очередь, указывала, что здесь «имеется в виду субстанциальное существование причинно обусловленных дхарм в трёх временах».
Монах и специалист по Абхидхарме сарвастивады Дхаммаджоти определяет дхармы следующим образом:
Дхарма определяется как то, что обладает своей внутренней характеристикой (санскр. svalakṣaṇadhāraṇād dharmaḥ). И для того, чтобы дхарма была дхармой, её внутренняя характеристика должна сохраняться во времени: рупа остаётся рупой независимо от её различных форм. Она никогда не может быть преобразована в другую дхарму (например, в ведану). Таким образом, уникально характеризуемая сущность — это уникально реальная (в абсолютном смысле) сущность, имеющая неповторимую внутреннюю природу (свабхава). Существовать как абсолютная сущность — значит существовать как внутренняя характеристика (санскр. paramārthena sat svalakṣaṇena sad ityarthaṛ).
Эта идея представлена в «Джнянапрастхане»: «Дхармы определяются по природе и характеристикам… Дхармы определяются, не смешиваясь. Они пребывают в своей внутренней природе и не отступают от неё».
Согласно вайбхашике, свабхавы (санскр. svabhāva) дхарм — это те вещи, которые по сути существуют (дравья), в отличие от тех вещей, которые состоят из совокупностей дхарм и, таким образом, имеют лишь номинальное существование (праджняптисат, санскр. prajñaptisat). Это различие также называется доктриной двух истин, согласно которой есть условная истина (самврити, санскр. saṁvṛti), относящаяся к вещам, которые могут быть далее проанализированы и разделены на более мелкие составляющие, и абсолютная истина (параматха, санскр. paramārtha), не поддающаяся никакому дальнейшему анализу.
Таким образом, внутренняя характеристика дхарм, свалакшана (санскр. svalakṣaṇa), и само их онтологическое существование (то есть свабхава, «внутренняя природа», или дравья, «вещество») являются одним и тем же. В вайбхашике эта «собственная природа» (свабхава) считалась характеристикой дхарм, которая сохраняется в течение трёх времен (прошлого, настоящего и будущего).
Абхидхарма вайбхашики также описывает дхармы как имеющие «общие характеристики» (саманья-лакшана, санскр. sāmānya-lakṣaṇa), которые применимы ко многим дхармам (например, непостоянство относится ко всем материальным дхармам, всем чувствам и т. д.). Только ментальное сознание способно познать общие характеристики.
Однако внутренние характеристики дхарм имеют определённую относительность из-за взаимосвязи между различными дхармами. Например, все дхармы категории рупа (форма) имеют общую характеристику сопротивления, но это также внутренняя характеристика по отношению к другим дхармам, таким как ведана (чувство).
Кроме того, различные источники заявляют, что внутренняя природа дхарм «слабая» и что они взаимосвязаны с другими дхармами. Согласно «Махавибхаше», «обусловленные дхармы слабы по своей внутренней природе, они могут действовать только через взаимную зависимость» и «они не обладают суверенитетом (айсварья, санскр. aisvarya), завися от других».

### Классификация дхарм
Мысль Абхидхармы можно рассматривать как попытку дать полное описание каждого типа переживаний. Существенная часть Абхидхармы вайбхашики включает в себя классификацию, определение и объяснение различных типов дхарм, а также анализ обусловленных явлений и того, как они возникают из совокупности дхарм. Таким образом, существует элемент разделения вещей на составляющие, а также элемент синтеза, то есть то, как дхармы объединяются, образовывая привычные вещи.
Последователи школы вайбхашика использовали классические доктринальные категории раннего буддизма, такие как пять скандх, чувственные основы (аятаны) и восемнадцать дхату (санскр. dhātu). Начиная с «Панчавастука» Васумитры, вайбхашики также приняли классификацию дхарм по пяти группам, в которых в общей сложности выделено 75 типов явлений.

#### Пять основных групп дхарм[46][33]
- Рупа (11 видов дхарм) — материя или физические явления.
- Читта (1 вид) — мысль, направленное сознание или «голый» феномен сознания. Его основная характеристика — познание объекта.
- Чайтасики (46 видов) — «сопутствующие мысли», ментальные события или «ассоциированное мышление».
- Читта-випраюкта-санскара, санскр. cittaviprayuktasaṃskāras, (14 видов) — «обусловленность, не связанная с мыслью» или «факторы, не связанные с мыслью». Эта категория уникальна для вайбхашики и не встречается в абхидхармах других школ. В эту группу входят различные переживания, которые не связаны с мыслью, но также не являются физическими.
- Асамскрита, санскр. asaṃskṛta, (3 типа) — безусловные дхармы: пространство и два состояния прекращения (ниродха).

Дхармы также делятся на дополнительные таксономические категории, которые помогают понять буддийские взгляды и путь.

#### Основные способы классификации дхарм в вайбхашике[47]
- Искусные, благотворные или полезные на пути (кушала, санскр. kuśala), неискусные (акушала, санскр. akuśala) или неопределённые (авьякрита, санскр. avyākṛta). Искусные дхармы приносят желаемые и хорошие результаты, неискусные — наоборот. Неопределённые дхармы не являются ни хорошими, ни плохими.
- Обусловленные (самскрита, санскр. saṃskṛta) и необусловленные (асамскрита, санскр. asaṃskṛta). Согласно «Махавибхаше», дхарма является обусловленной, «если она имеет возникновение и прекращение, причину и следствие и приобретает характеристики обусловленного».
- С протечками или умственными нечистотами, синонимом загрязнения (сасрава, санскр. sāsrava) и без протечек (анасрава, санскр. anāsrava).
- Даршана-хейя (санскр. darśana-heya) — это дхармы с протечками, от которых можно отказаться посредством видения (Четыре благородные истины), бхавана-хейя (санскр. bhāvanā-heya) — дхармы с протечками, от которых можно отказаться, взращивая буддийский путь, и ахейа (санскр. aheya) — дхармы без протечек, от которых нельзя отказываться.

### Рупа (материя)
Материя — это то, что «подвержено порче или распаду». Как говорит Васубандху, это то, что «постоянно нарушается» контактом. Вайбхашики определяли материю как то, что имеет две основные отличительные природы: сопротивление (са-пратигататва, санскр. sa-pratighātatva), которое является «препятствием для возникновения другого предмета в занимаемом им месте», и видимость (са-нидаршанатва, санскр. sa-nidarśanatva), которая позволяет определить местонахождение материи, поскольку «она может быть по-разному обозначена как находящаяся здесь или находящаяся там».
К первичным материальным дхармам относятся четыре Великих элемента (махабхута, «Великие реальности»): земля (притхиви, санскр. pṛthivī), вода (ап, санскр. ap), огонь (теджас, санскр. tejas), воздух (вайу, санскр. vāyu). Все остальные дхармы — это «производная материя» (упадайа-рупа/бхаутика, санскр. upādāya-rūpa/bhautika), возникающая на основе Великих элементов. Согласно Дхаммаджоти: «Четыре Великих элемента существуют неотделимо друг от друга, будучи сосуществующими причинами (сахабху-хету, санскр. sahabhū-hetu) друг для друга. Тем не менее рупа-дхармы проявляются и воспринимаются по-разному из-за отличий в интенсивности или содержании одного или нескольких из четырёх Великих элементов».
Каждый из фундаментальных элементов обладает собственной характеристикой: земля твёрдая, вода влажная, огонь горячий, воздух движется. Они являются носителями собственной сущности, фундаментальных качеств и действий. Например, Васубандху определяет в подкомментарии элемент «ветер» следующим образом: «…та дхарма, внутренняя сущность которой есть движение, называется ветер; её внутренняя сущность проявляется в её действии».
Вайбхашика имела свою теорию атомов. Однако эти атомы (параману, санскр. paramāṇu) не считались чем-то вечным или неизменным, а рассматривались как кратковременные. Для вайбхашики атом — это мельчайшая единица материи, которую нельзя разрезать, разбить и у которой нет частей. Атомы собираются вместе (не касаясь друг друга), образуя агрегаты или «молекулы». Утверждалось, что это «установлено посредством умственного анализа».
Васубандху рассматривал материю в трёх аспектах — объекты, органы чувств и «непроявленное» (кармическая материя). Вайбхашики признавали объективное существование материи. Они подчёркивали материальную природу органов чувств. Возникающие в процессе чувственного восприятия дхармы соответствуют органам чувств и объектам чувственного восприятия, таким образом вайбхашики подвергали материю психологическому анализу как в онтологическом, так и в гносеологическом отношении. Относительно кармической материи среди вайбхашиков существовали разногласия. Подобно представителям других школ индобуддийских традиций, вайбхашики признавали причинную обусловленность новых рождений в сансаре, но относили эту обусловленность к материи.

### Ум и умственные факторы
В Абхидхарме вайбхашики ум — это реальная сущность, обозначаемая тремя синонимичными терминами: читта, манас (мышление) и виджняна (познание), которые иногда рассматриваются как различные функциональные аспекты ума. По определению К. Л. Дхаммаджоти, читта — это общее распознавание или восприятие каждого отдельного объекта. Оно представляет собой простое схватывание самого объекта без понимания каких-либо его особенностей. Сангхабхадра определяет читту как «общее улавливание характеристик объекта».
Читта никогда не возникает сама по себе, она всегда сопровождается определёнными ментальными факторами или событиями (чайты, чайтасики, санскр. caittas или санскр. caitasikas), которые являются реальными и отдельными дхармами, вносящими уникальный вклад в ментальный процесс. Поэтому мыслительный момент всегда имеет конкретный характер и содержание. Читты и чайтасики всегда возникают одновременно и взаимозависимо.
Доктрина, которая гласит, что читты и чайтасики всегда возникают и действуют вместе, называется сампрайога (санскр. saṃprayoga, соединение/сцепление). Вид соединения был спорной темой среди ранних философов. Васумитра под сампрайогой подразумевал взаимопорождение при наличии одной и той же основы (ашрая, санскр. āśraya). Для Дхарматраты это была совокупность или объединение. Он считал, что виджняна и чайтасики сцепляются только в том случае, если они взаимно дополняют друг друга, совозникают и имеют одну и ту же основу. Для Гхошаки это понятие относилось к единообразию читты и чайтасик в отношении основы, объекта (аламбана, санскр. ālambana), способа деятельности (акара, санскр. ākāra) и действия (крия, санскр. kriyā). Позже было принято, что для сцепления читты и чайтасик должно быть верно следующее: они должны иметь одну и ту же основу (ашрая, то есть орган чувств), относится к одному и тому же объекту (аламбана), способу деятельности (акара), времени (кала, санскр. kāla) и одной и той же субстанции (дравья). Саутрантика отвергла эту доктрину, считая, что дхармы возникают только последовательно, одна за другой.
Как видно из их списка дхарм, вайбхашики разделяли чайтасики на различные подкатегории на основе различных качеств. Например, универсальные дхармы (махабхумика, санскр. mahābhūmika), называются так потому, что они существуют во всех типах читты. Кроме того, существуют универсальные благотворные дхармы (кушала махабхумика, санскр. kuśala mahābhūmikā) и универсальные загрязнения (клеша, санскр. kleśa).
Одно из главных противоречий в буддийской Абхидхарме было связано с вопросом об изначальной природе читты. Школа махасангхика придерживалась мнения, что она сохраняет изначально чистую природу. Вайбхашики, подобные Сангхабхадре, отвергали эту точку зрения, считая, что природа читты также может быть осквернена.

### Читта-випраюкта-санскара (условия, отделённые от мысли)
В Абхидхармe вайбхашики была ещё одна классификация — «условия (силы), отделённые от мысли» (читта-випраюкта-санскара, санскр. citta-viprayukta-saṃskāra). Это «реальные сущности, которые не являются ни ментальными, ни материальными по своей природе, но могут действовать в обеих сферах» и рассматриваться как законы природы. В трудах, посвящённых абхидхармам других школ, таких как «Шарипутрабхидхарма», также встречается эта категория, но не в качестве одной из основных окончательных классификаций. Дхаммаджотти отмечает, что по поводу количества дхарм, относимых к этой категории, никогда не было достигнуто согласия, и саутрантики не принимали их реальность. Таким образом, это была очень обсуждаемая тема в северных традициях Абхидхармы.
Вероятно, наиболее важными из этих условий являются приобретение (прапти, санскр. prāpti) и неприобретение (апрапти, санскр. aprāpti). Дхаммоджоти определяет приобретение следующим образом:
Это сила, которая связывает дхарму с определённой последовательной непрерывностью (сантати/сантана, санскр. santati/santāna), то есть с индивидуумом. Неприобретение — это ещё одна реальная сущность, функция и природа которой прямопротивоположны функциям и природе приобретения: она обеспечивает отделение данной дхармы от индивидуальной последовательной непрерывности… На относительно поздней стадии приобретение стало определяться в целом как дхарма, которая влияет на отношение любой дхармы к живому существу (сантана).
Эти условия особенно важны, потому что, согласно теории существования в трёх временах, обретение занимает центральное место в понимании вайбхашикой загрязнения и очищения. Поскольку загрязнение — это реальная дхарма, которая существует всегда (сарвада асти, санскр. sarvadā asti), оно не может быть уничтожено, однако его можно отделить от человека, прервав серию обретений. Это также помогает объяснить, как можно обрести чистую дхарму, такую как нирвана, поскольку нирвану можно испытать только через обретение.
Другой доктринально важный набор условий — это «четыре характеристики обусловленного (санскара-лакшана, санскр. saṃskṛta-lakṣaṇa)». Считается, что дхармы обладают характеристикой рождения (джати-лакшана, санскр. jāti-lakṣaṇa), которая позволяет им возникать, характеристикой продолжительности (стхити-лакшана, санскр. sthiti-lakṣaṇa), которая позволяет им временно существовать, и характеристикой распада (джара-лакшана, санскр. arā‑lakṣaṇaj), которая является силой, ослабляющей их активность и лишающей их способности демонстрировать последующий выраженный эффект. Дхармы также имеют свойство непостоянства или исчезновения (анитьята/вьяялакшана, санскр. anityatā/vyayalakṣaṇa), что заставляет их переходить в прошлое.

### Асанскрита (необусловленное)
Необусловленные дхармы — это те, которые существуют, возникая без взаимозависимости (пратитья-самутпанна, санскр. pratītya-samutpanna), они также не являются временными или пространственными. Эти дхаммы выходят за рамки возникновения и прекращения и представляют собой реальные сущности, обладающие уникальной действенностью (хотя и не временной причинной действенностью, как другие дхармы).
Вайбхашика различала три типа необусловленных дхарм: пространство (санскр. ākāśa), прекращение посредством размышлений (пратисанкья-ниродха, санскр. pratisaṃkhyā-nirodha) и прекращение независимо от размышлений (апратисанкья-ниродха, санскр. apratisaṃkhyā-nirodha).
В «Махавибхаше» можно заметить некоторые разногласия внутри сарвастивады относительно этих дхарм. Одни, например Бхадантаи (школа дхарматрата), отрицали реальность пространства. Другие (Дарштантика) не признавали онтологическую реальность всех трёх перечисленных дхарм.
Согласно Дхаммаджоти, прекращение через обдумывание означает «прекращение загрязнений, обретаемое путём различения или обдумывания». Таких прекращений столько же, сколько дхарм с загрязнениями/протечками. Между тем, прекращение, независящее от размышления, «обретается просто из-за недостатка необходимого сочетания условий для конкретных дхарм. Они называются так, потому что не зависят от каких-либо мыслительных усилий». Таких прекращений столько же, сколько обусловленных дхарм.
Кроме того прекращение посредством размышлений является техническим термином для обозначения буддийской цели — нирваны, которая также определяется как «отделение (висамйога, санскр. visaṃyoga) от дхамм с загрязнениями/протечками, обретаемое в процессе различения/обдумывания (пратисанкхьяна, санскр. pratisaṃkhyāna), что является особой праджней без загрязнений/протечек». Нирвана — это абсолютное отсутствие кармы и загрязнений, бегство от скандх и всего сансарического существования, достигаемое архатом.

#### Реальное существование нирваны
В сарвастиваде нирвана — это «отдельная позитивная сущность» (дравьянтара, санскр. dravyāntara). Это «онтологически реальная сила, которая обретается практикующим, когда данное омрачение полностью отброшено». Она гарантирует, что обретение омрачения больше никогда не произойдет. Это определение, данное учителем Скандхилой, указывает на то, что эта реальная сущность имеет положительное присутствие, которое «похоже на плотину, сдерживающую воду, или экран, блокирующий ветер».
В вайбхашике считалось, что реальное существование нирваны подтверждается как прямым восприятием, так и ранними текстами, в которых Будда утверждал, что «несомненно нерождённое существует». Саутрантики не соглашались с такой интерпретацией священного писания, считая, что нерождённое относится к прерыванию рождения (джанмаправрити, санскр. janmāpravṛtti), и, таким образом, это просто концепция, относящаяся к отсутствию страдания из-за отказа от омрачений, и следовательно, она относительно реальна (праджняптисат). Однако Сангхабхадра утверждал, что «только когда нерождённое признаётся отдельной реальной сущностью, имеет смысл сказать „оно есть“. Кроме того, если бы такой сущности не было, Будде следовало бы просто сказать: „Рождение прервано“».
Согласно вайбхашике, нирвана должна существовать в высшей степени реально, поскольку невозможно обнаружить никакие феномены, служащие основой для обозначения нирваны как существующей относительно (например, как совокупности служат для обозначения себя как относительного). Кроме того, если нирвана не является реальной силой, тогда существа не могли бы испытывать восторга от нирваны и отвращения к сансаре, поскольку нирвана уступала бы ей с точки зрения существования. Это также означало бы, что Будда вводил в заблуждение всех, говоря о несуществующем так же, как он говорил о существующем.
Более того, если нирвана нереальна, она не может быть одной из Четырёх благородных истин, поскольку несуществующее нельзя назвать истинным или ложным. Считается, что арьи непосредственно видят Четыре благородные истины, включая третью истину — прекращение страдания (дукханиродха, санскр. duḥkhanirodha), то есть нирвану, и мудрость не может возникнуть в отношении несуществующего объекта.

## Время и онтология

### Существование
Название «сарвастивада» буквально означает «всё существует» (сарвам асти, санскр. sarvām asti), подразумевая учение о том, что все прошлые, настоящие и будущие дхармы существуют. Это учение о существовании в трёх временах было описано как этерналистская теория времени.
Что значит существование дхармы? Для абхидхармиков Сарвастивады главными причинами реальности или существования было наличие причинно-следственной связи и собственной природы (свабхава). Философ-вайбхашик Сангхабхадра определяет сущее следующим образом: «Характеристика реального сущего состоит в том, что оно служит предметной областью для порождения познания (буддхи, санскр. buddhi)». Каждое познание является намеренным и обладает отличительным характером, который обусловлен внутренней характеристикой (свалакшана) объекта познания. Если нет объекта познания (висайя, санскр. viṣaya), нет и самого познания.
Более того, согласно Сангхабхадре, только при наличии истинно существующих форм может быть разница между правильным и неправильным познанием в отношении материальных объектов.
Сангхабхадра выделяет два типа существующего:
То, что существует в действительности (дравья), и то, что существует концептуально (праджняптито), причем оба эти понятия обозначаются на основе условной истины и абсолютной истины. Если в отношении какой-либо вещи познание (буддхи) производится вне зависимости от чего-либо ещё, эта вещь действительно существует — например, рупа, ведана и т. д. Если познание зависит от других вещей, то оно существует концептуально/относительно — например, ваза, армия и т. д.
Кроме того, вещи, которые действительно существуют, также делятся на два типа: обладающие собственной природой и имеющие как свою собственную природу, так и деятельность (каритра, санскр. kāritra). Кроме того, этот последний тип делится на два подтипа: «с функцией (самартхия, санскр. sāmarthya) или без функции». Наконец, относительные сущности также бывают двух типов: «существующие на основе чего-то реального или чего-то относительного, например, вазы и армии, соответственно».

### Аргументы в пользу временного этернализма
По словам Яна Вестерхоффа, одна из причин, по которой вайбхашики придерживались этой теории, заключалась в том, что моменты сознания являются интенциональными (направленными «на что-то»), поэтому, если не существует прошлых сущностей, мысли о них будут беспредметными и не смогут существовать. Другой аргумент опирался на прошлые действия (карму), которые имеют последствия, проявляющиеся позднее. Вайбхашика утверждала, что если акт кармы более не существует, трудно увидеть, какие плоды он может принести в настоящем или будущем. Наконец, прошлое, настоящее и будущее — взаимозависимые идеи. Если прошлое и будущее не существуют, считали вайбхашики, как можно осмыслить существование настоящего?
В «Самьюкта-абхидхарма-хридае», четвёртом тексте гандхарской сарвастивады, датируемой IV веком, приводятся следующие аргументы в защиту основной теории этой школы:
Если бы не было прошлого и будущего, то не было бы и настоящего времени; если не было бы настоящего времени, то не было бы и обусловленных факторов (самскртита дхарма, санскр. samskrta dharma). Поэтому существуют три времени (трикала, санскр. trikala). Не заявляй, что это ошибка. Говорить, что [факт того] то, что отдалено в прошлом, и то, что будет существовать в будущем, не существует, и что есть только настоящее, это неправильно. Почему? Потому что есть воздаяние (випака, санскр. vipaka) за действие. Почитаемый в мире говорил: «есть действие и есть воздаяние. Однако и это действие и воздаяние присутствуют далеко не всегда. Когда имеет место действие, следует знать, что воздаяние — в будущем; когда же имеет место воздаяние, следует знать, что действие уже в прошлом. …Как уже было сказано: Если нет таких пяти способностей, как вера (шраддхендрия, санскр. sraddhendriya), то я говорю, что это поколение мирян (притхаджжана, санскр. prthagjana)». Когда Ищущий (шайкша, санскр. śaikṣa) — это тот, кто связан узами/оболочками (парьявастхана, санскр. paryavasthana), таких пяти способностей, как вера, нет; потому что путь не соединён с осквернением (клеша). Поэтому следует знать, что есть прошлое и будущее. Если бы всё было по-другому, то благородные люди (арьяпудгала, санскр. aryapudgala) оказались бы мирскими людьми.
На основании священных текстов Васубандху излагает основные аргументы и причину, по которой всё существует, следующим образом:
- Ибо Будда сказал: «О бхикку, если бы прошлая рупа не существовала, образованный благородный ученик не мог бы испытать отвращение по отношению к прошлой рупе. Именно потому, что существует рупа прошлого, образованный благородный ученик испытывает отвращение к прошлой рупе. Если бы будущей рупы не существовало, образованный благородный ученик не смог бы освободиться от восторга по поводу будущей рупы. Именно потому, что будущая рупа существует».
- Будда сказал: «Обусловленное двумя [органом чувств и объектом] возникает сознание…»
- Сознание возникает, когда есть объект, а не когда объекта нет. Это неизменный принцип. Если бы прошлое и будущее [дхармы] не существовали, было бы сознание, на основании несуществующего объекта. Следовательно, в отсутствие объекта само сознание не существовало бы.
- Если бы прошлые [дхармы] не существовали, как могли быть в будущем плоды чистой или нечистой кармы? Ведь это не тот случай, когда во время появления плода существует настоящая причина воздаяния!

### Темпоральность
Для вайбхашиков время (адхван, санскр. adhvan) было просто наложением / совмещением деятельности различных типов дхарм, которые не существуют независимо. Из-за этого возникла необходимость пояснить, как человек переживает время и изменения. Мыслители сарвастивады высказывали разные идеи относительно того, как дхармы меняются, вызывая переживание времени. В «Махавибхаше» говорится о четырёх основных теориях, которые пытаются это обосновать:
- теория, которая утверждает, что есть изменение образа жизни (бхава-аниятхатва, санскр. bhāva-anyathātva);
- теория, которая утверждает, что есть изменение характеристик (лакшана-аниятхатва, санскр. lakṣaṇa-anyathātva);
- теория, которая утверждает, что есть изменение состояния или статуса (авастха-аньятхатва, санскр. avasthā-anyathātva);
- теория, которая говорит об изменении [временной] относительности (аньятха-аньятхатва, санскр. anyathā-anyathātva).

Васубандху изложил эти позиции следующим образом:
1. «Бхаданта Дхарматрата защищает изменение способа существования, то есть он утверждает, что три времени, прошлое, настоящее и будущее, различаются по своей неидентичности существования (бхава). Когда дхарма переходит из одного времени в другое, её природа не изменяется, но изменяется её существование».
2. «Бхаданта Гхосака защищает изменение характеристик, то есть различение периодов времени из-за разницы их характеристик. Дхарма проходит через периоды времени. Когда она в прошлом, она наделена прошлыми характеристиками (лакшана), но не лишена своих настоящих и будущих характеристик … [и так далее с настоящим и будущим]».
3. «Бхаданта Васумитра защищает изменение состояния/статуса, то есть различие периодов времени по состоянию (авастха). Дхарма, проходя периоды времени, приняв определённое состояние, становится другой из-за изменений своего состояния, а не сущности. Пример: жетон, помещенный на клетку с единицей, называется единицей, на клетке с десяткой он называется десяткой, а на клетке с сотней, он — сотня».
4. «Бхаданта Буддхадева защищает изменение [временной] относительности, то есть определение периодов времени через их взаимоотношения. Дхарма, проходящая через периоды времени, принимает разные имена в различных отношениях, то есть она называется прошлым, будущим или настоящим, в связи с тем, что предшествует и с тем, что следует. Например, одна и та же женщина является и дочерью, и матерью».

В «Абхидхармакоше» Васубандху утверждает, что «лучшая система — это система Васумитры». «Самьюкта-абхидхарма-хридая» с ним соглашается.
Позже сарвастивада разработала теорию, объединившую первый и третий взгляды. Это можно заметить у Сангхабхадры, который утверждает, что, несмотря на неизменность сущностной природы дхармы, её функция или деятельность (каритра) и её существование (бхава) меняются:
Сущность дхармы остается вечной; её бхава [существование] изменяется: когда самскрита [обусловленная] дхарма проходит через адхван [время], она порождает свою каритру [деятельность] в соответствии с пратьяя [условиями], не отказываясь от своей субстанциальной природы; сразу после этого каритра прекращается. Поэтому говорится, что свабхава существует вечно, но, тем не менее, она непостоянна, поскольку её бхава меняется.
Таким образом, для Сангхабхадры «дхарма присутствует, когда она выполняет свою каритру, будущее, когда её каритра ещё не осуществлена, прошлое, когда она уже совершилась». Термин «каритра» определяется как «способность дхармы вызывать возникновение своего собственного следующего момента». Когда соблюдается правильный набор условий, дхарма обретает активность (которая исчезает одномоментно). Когда активность отсутствует, собственная природа дхармы всё ещё может стать причиной других дхарм.

### Свабхава во времени
Что касается сущностной природы, свабхава, или реальности, дравья, дхарм, все мыслители-вайбхашики соглашались с тем, что это то, что остаётся постоянным и не изменяется во времени. Однако, как отмечает К. Л. Дхаммаджоти, это не обязательно означает, что свабхава дхармы «неизменна или даже постоянна, поскольку способ существования дхармы и её сущностная природа не отличаются друг от друга, так что когда первая претерпевает трансформацию, то же происходит и с её свабхавой».
С точки зрения вайбхашики, здесь нет противоречия, поскольку это один и тот же процесс, который сохраняется (даже при изменении) во времени. Таким образом, в этом конкретном смысле нет изменений в свабхаве или свалакшане. Вайбхашики считали, что данном случае дхарма трансформируется, обретая разные способы существования. Каждый из этих способов на самом деле является новым событием в причинном потоке (хотя по своей природе и не отличается от предыдущих дхарм в этом потоке). Таким образом сущностные природы трансформируются и всё же онтологически остаются такими же. Дхарматрата использовал пример слитка золота, которое превращается в разные вещи (приборы, чаши и т. д.). При изменении формы сущность золота остается неизменной.
Эту точку зрения выражает Сангхабхадра, который утверждает, что свабхава непостоянна, поскольку она протекает во времени, а её существование (бхава) во времени изменяется. Сангхабхадра также отмечает, что дхарма порождается различными причинами (и является частью безначальной причинной сети), и как только дхарма прекратилась, она больше не возникает. Тем не менее, Сангхабхадра утверждает, что дхармы не теряют своей свабхавы. Он использует пример ощущений (ведана). Несмотря на то, что мы говорим о различных типах ощущений, все они имеют в потоке ума человека одинаковую природу чувственных феноменов (прасада рупа, санскр. prasāda rūpa). Затем Сангхабхадра заявляет:
Нельзя сказать, что поскольку функция отличается от существования, то могут быть различия в функциях зрения, слуха и т. д. Скорее, сама функция зрения и т. д. есть не что иное, как существование глаза и т. д. Из-за разницы в функциях опредёленно есть разница в способе существования… Поскольку есть дхармы, которые сосуществуют в виде базовых субстанций, чьи основные характеристики не различаются, но которые [тем не менее] имеют разные способы существования, мы знаем, что когда дхармы трижды пересекаются, их формы существования меняются, в то время как их основные характеристики остаются прежними.
Он также заявляет:
[Наши объяснения] также должным образом опровергают возражение, что [наша теория санскр. sarvāstitva] подразумевает постоянство сущностной природы [дхармы], поскольку, хотя сущностная природа остаётся всегда [той же самой], ее санскр. avasthā [состояние] отличается [на разных этапах времени], так как есть изменения. Эта разница авастха возникает из-за условий и обязательно сохраняется не более чем на одну кшану [момент]. Соответственно, сущностная природа дхармы также непостоянна, поскольку она неотличима от различия [которое возникает в ней]. [Но] только в существующей дхарме могут происходить изменения; в несуществующем не может быть изменений. Таким образом, мы должным образом дали определение времени.
Согласно К. Л. Дхаммаджоти, вайбхашики имели в виду, что даже если различные дхармы в причинном ряду являются различными сущностями, существует общая «особенность или целостность», и ряд, таким образом, остается «динамически идентичным». Это отношения идентичности в различии (бхедабхеда, санскр. bhedābheda). В этом смысле свабхава — это не статичная сущность, она непостоянна и претерпевает изменения и всё же «онтологически она никогда не становится совершенно другой субстанцией». Сангхабхадра утверждал, что только при таком понимании доктрина «всё существует» логически совместима с доктриной непостоянства.

### Мгновенность
Ортодоксальная сарвастивада также поддерживала теорию моментов (кшанавада, санскр. kṣaṇavada). Согласно этой доктрине, дхармы длятся лишь мгновение, эта мера времени — наименьшая возможная мера времени, она описана в «Самъюкта-абхидхарма-хридая» как:
Наименьший [период] времени — одна кшана. Время очень мало за один миг. Именно поэтому считается, что кшана — это ограничение во времени. Относительно величины кшаны. Некоторые говорят, что она сравнима с тем как сильный человек, поспешно оглядываясь вокруг, наблюдает за множеством звезд: по времени одна звезда — это одна кшана. Более того, иногда говорят, что это подобно тому, как сильный человек щёлкает пальцами: проходит шестьдесят четыре кшаны! Более того, говорят, что это подобно тому, как могущественный человек разрезает тончайшую шелковую нить Каши очень острым ножом: разрезание одной нити — это одна кшана. Более того, некоторые говорят, что Почитаемый во всём мире не произносил [слово] "кшана".

## Теория причинности
Важной темой, затронутой в Абхидамме вайбхашики, было исследование причин, условий и их последствий. Вайбхашики использовали две основные схемы для объяснения причинности: четыре условия (пратьяя, санскр. pratyaya) и шесть причин (хету, санскр. hetu). В этой системе возникновение дхарм полностью зависит от конкретных причин. Силы причин — это то, что делает дхарму реальной, и поэтому их также называют санскарами (санскр. saṃskāras, обусловливающие силы). Из-за этого все дхармы принадлежат к какой-либо причинной категории и, как говорят, обладают причинным действием. В самом деле, только через исследование причин внутренняя природа дхарм проявляется познаваемым образом. В схеме вайбхашики деятельность дхарм возникает из-за взаимозависимости причин. Их внутренняя природа называется «слабой», это означает, что они не могут действовать самостоятельно и их деятельность зависит от других дхарм.
Уникальной особенностью системы вайбхашики является признание одновременной причинности. «Сосуществующие причины», являясь важной частью понимания сарвастивадинами причинной связи, позволили им объяснить свою теорию прямого реализма, то есть их утверждение, что мы воспринимаем реальные внешние объекты. Этот аргумент также использовался в их защите временного этернализма. Для таких мыслителей, как Сангхабхадра, орган чувств и его объект должны существовать в один и тот же момент вместе с его действием, восприятием. Таким образом, чтобы причина была действенной, она должна существовать вместе со своим следствием. Этот взгляд на одновременную причинность был отвергнут саутрантиками, но позже принят школой Йогачара.

### Шесть причин
- Действенная причина (карана-хету, санскр. kāraṇa-hetu). Это любая дхарма, которая прямо или косвенно, то есть не препятствуя, способствует возникновению другой дхармы. Васубандху даёт следующее объяснение: «Обусловленная дхарма имеет все дхармы, кроме самой себя, в качестве своей действенной причины, поскольку в отношении её возникновения [эти дхармы] пребывают в состоянии беспрепятственности». Такие причины отвергаются саутрантиками, такими как Шрилата[105].
- Однородная причина (сабхада-хету, санскр. sabhāga-hetu). Это такой вид причинности, при котором следствие имеет тот же моральный тип, что и предыдущая причина в серии. Например, если в ряду c1→c2→c3 c1 — это искусная причина, то она является однородной причиной для c2, которая также искусная, и так далее. Согласно вайбхашике, эта форма причинности существует среди ментальных и материальных дхарм, но саутрантики отрицают, что эта категория применима к материальным дхармам[106].
- Универсальная причина (сарватрага-хету, санскр. sarvatraga-hetu). Похожа на однородную причину в том, что она производит тот же вид следствия, однако это применимо только к загрязнённым дхармам. Она отличается от однородной ещё и тем, что отсутствует «необходимая однородность с точки зрения категории возможности отказа». Сангхабхадра в «Ньяянусаре» говорит, «что они являются причиной [загрязнённых дхарм], принадлежащих также и к другим категориям, поскольку их силой порождаются загрязнения других категорий»[107].
- Причина воздаяния (випака-хету, санскр. vipāka-hetu). Это искусные или неискусные дхармы, которые являются кармическими причинами и, таким образом, приводят к хорошему или плохому кармическому результату. Для вайбхашиков причины воздаяния и их плоды включают в себя все пять совокупностей. Саутрантики считали, что причиной воздаяния является только воля (четана, санскр. cetanā), а плод воздаяния включает только ощущение (ведана)[108].
- Сосуществующая причина (сахабху-хету, санскр. sahabhū-hetu). Это новая категория причин, появившаяся в сарвастиваде. «Махавибхаша» утверждает, что внутренней природой сосуществующей причины являются «все обусловленные дхармы». В своем труде «Ньяянусара» Сангхабхадра говорит, что это относится к тем причинам, которые «являются взаимно возмужалым следствиями, поскольку они могут возникать в результате взаимной поддержки … Например: четыре Великих элемента сосуществуют друг с другом… ибо только тогда, когда четыре различных Великих элемента собираются вместе, они смогут действенно создавать производную материю (упадая рупа, санскр. upādāya rūpa)… Таким образом, всё обусловленное там, где это применимо (то есть, когда возникает взаимная причинная связь), является сосуществующими причинами»[109]. Другой смысл, в котором они сосуществуют, состоит в том, что они объединяются, чтобы произвести общий эффект, они действуют вместе как причины в момент возникновения дхармы[104].
- Объединённая причина (сампраюктата-хету, санскр. saṃprayuktaka-hetu). К этой категории относятся сопутствующие причины в ментальной сфере (читта-чайтта, санскр. citta-caittas). Согласно Сангхабхадре: «Эта [объединённая] причина установлена потому, что мысль и сопутствующие ей мысли, соединяясь, выполняют одно и то же действие, цепляясь за один и тот же объект»[110].

### Четыре условия
Сангхабхадра утверждает, что, хотя возникновение дхарм зависит от множества условий, в сутрах Будда учил только четырём условиям. В отличие от саутрантиков, которые считали это просто концептуальными обозначениями, вайбхашики утверждали, что эти условия действительно существуют.
Четыре условия впервые встречаются в труде Дэвашармана «Виджнянакая» (около 1 года н. э.).
- Условие как причина (хету-пратьяя, санскр. hetu-pratyaya). Согласно Дхаммаджоти, «Это условие в качестве прямой причины порождения следствия — это причина, действующая как условие». Это условие включает в себя все причины, кроме действенной.
- Предшествующее равное и непосредственное условие (саманантара-пратьяя, санскр. samanantara-pratyaya). Этот вид относится к умственному процессу (читта-чайтта), который является условием возникновения следующего умственного процесса. «Оно [условие] одновременно уступает дорогу и вызывает возникновение следующей читта-чайтты в серии». В отличие от саутрантиков вайбхашики считали этот вид неприменимым по отношению к материи.
- Условие как объект (аламбана-пратьяя, санскр. ālambana-pratyaya). Относится к тому факту, что познание не может возникнуть без объекта и, таким образом, «объект служит условием познания». Сангхабхадра утверждал, что поскольку ум может воспринимать любой объект, «условие как объект есть не что иное, как совокупность дхарм».
- Условие преобладания/господства (адхипати-пратьяя, санскр. adhipati-pratyaya). Дхаммаджоти определяет это как «наиболее всеобъемлющее или общее условие, соответствующее действенной причине: это то, что служит условием, либо напрямую, как вклад в возникновение дхармы, либо косвенно, не препятствуя её возникновению. С последней точки зрения, безусловные дхармы, хотя и превосходят пространство и время в целом, также считаются условиями преобладания».

### Пять плодов
Согласно учению сарвастивады, есть пять плодов, то есть следствий причин:
- Плод отделения (висамйогапхала, санскр. visaṃyogaphala). Относится к отделению от загрязнений и достигается практикой благородного пути, ведущего к обретению дхармы «прекращение через обдумывание» (пратисанкья-ниродха).
- Возмужалый/зрелый плод (пурушакара-пхала, санскр. puruṣakāra-phala). Связан с сосуществующей и объединённой причинами. Согласно Васубандху, это «то, что является действием или действенностью (каритра) дхармы; [так называется], потому что это похоже на мужской акт».
- Плод преобладания (адхипати-пхала, санскр. adhipati-phala). Это самые обычные плоды, они возникают по действенным причинам. Согласно Дхаммаджоти, «плоды, которые обычно разделяет группа существ в силу их коллективной кармы, относятся к этой категории. Так вся вселенная со всеми её планетами, горами, океанами и т. д. является результатом — плодом преобладания — коллективной кармы совокупности населяющих её существ».
- Единообразный плод (нишьяндха-пхала, санскр. niṣyanda-phala). Это плод, порождённый причиной схожей природы, он соотносится с однородной причиной и универсальной причиной.
- Плод воздаяния (випака-пхала, санскр. vipāka-phala). Этот плод касается только отдельных живых существ (саттвакхья, санскр. sattvākhya) и соотносится с причиной воздаяния.

## Эпистемология
Эпистемология вайбхашики защищала реализм, который утверждается на опыте. Согласно теории познания вайбхашиков, дхармы можно постичь как уникальные силы с уникальными характеристиками с помощью двух средств познания (прамана, санскр. pramāṇa): прямого восприятия (которое включает духовное видение) или умозаключения (анумана, санскр. anumāna), основанного на непосредственном опыте.
Для вайбхашиков, подобных Сангхабхадре, «характеристика существующего (лакшана) состоит в том, что оно может служить объектом, порождающим познание (буддхи)». Из-за этого объект знания обязательно существует, хотя он может быть либо истинно существующим (дравьята), либо существующим в виде концепции (праджняпти, санскр. prajñapti). Как отмечает Дхаммаджоти, «возможность познания объекта обязательно подразумевает его истинный онтологический статус».
Этот взгляд был отвергнут саутрантиками, например, Шрилатой, которые утверждали, что объект познания может быть нереальным, указывая на такие примеры, как оптические иллюзии, сны, ложное познание себя или реально существующего человека (пудгала, санскр. pudgala) и так далее. В ответ на это вайбхашики возражали, что даже в случае таких ошибочных когнитивных построений существует реальная основа, которая действует как часть причинного процесса. Как объяснил Дхаммаджоти.
Абсолютное несуществующее (атьянтам асад, санскр. atyantam asad) не имеет никакой функции и, следовательно, никогда не может порождать сознание. Таким образом, в случае восприятия нереальной пудгалы объектом восприятия является не накладываемая пудгала, а пять скандх, которые являются реальными сущностями.
Более того, как отмечает Дхаммаджоти: «чувственное восприятие как опыт пратьякша (санскр. pratyakṣa) полностью достигается только во второй момент памятования». Это связано с тем, что внешний объект сначала должен быть постигнут «прямым восприятием, поддерживаемым чувственной способностью» (индрияшрита-пратьякша, санскр. indriyāśrita-pratyakṣa), и лишь потом может возникнуть различающее восприятие (буддхи-пратьякша, санскр. buddhi-pratyakṣa), поскольку различающее восприятие использует предыдущее чувственное восприятие в качестве когнитивной поддержки (аламбана).
Вайбхашика отстаивала реальное существование внешних объектов, утверждая, что ментальные загрязнения возникают по-разному из-за причинно-следственной силы объекта, на который направлен ум. Аналогичным образом считалось, что пратьякша возникает из-за различных причин и условий, одним из которых является реальный внешний объект. Согласно Дхаммаджоти, для вайбхашиков, таких как Сангхабхадра, «чувственное сознание обязательно требует физического скопления или агломерации атомов. Воспринимаются напрямую именно эти атомы, собранные вместе определённым образом, а не концептуализированный объект, такой как кувшин и т. д.».
Для вайбхашиков знание (джняна, санскр. jñāna) — это чайтта (умственный фактор), отличительной чертой которого является «решающее или определяющее (нишчита, санскр. niścita) понимание». Существуют различные виды знания, например, знание дхармы (дхарма-джняна, санскр. dharma-jñāna) осознаёт истинную природу дхарм, условное знание (самврити-джняна, санскр. saṃvṛti-jñāna) имеет дело с условными (неокончательными) вещами и знание не-возникновения (анутпада-джняна, санскр. anutpāda-jñāna), которое появляется у человека, когда он знает, что нирвана достигнута.

## Загрязнения
Цель буддизма часто рассматривается как свобода от страдания, возникающая в результате полного устранения всех загрязнений — клеш (санскр. kleśa). Это состояние совершенства, которое известно архату или будде через «знание об уничтожении протечек/потоков» (ашравакшая-джняна, санскр. āsravakṣaya-jñāna). Абхидхармики видели единственное средство положить конец омрачениям в самой Абхидхарме, которая является мудростью в высшем смысле этого слова (праджня, санскр. prajñā).
Клеша обычно определяется как то, что «загрязняет» или оскверняет, а также как то, что беспокоит и поражает психофизические последовательности. Ещё один важный синоним загрязнения — анушая (санскр. anuśaya). В вайбхашике это трудноуловимая или тонкая (ану, санскр. anu) дхарма, которая прилипает к объекту и растёт вместе с ним, «как прилипшая к мокрой одежде пыль или растущие на орошаемом поле семена». Это определение контрастирует с другими интерпретациями анушая. Например, саутрантики считали их «семенами» (биджа, санскр. bīja) клеш. Таким образом, для вайбхашиков не существовало такой вещи, как скрытое загрязнение.
Загрязнения рассматриваются как корень существования (мулам бхавасия санскр. mūlaṃ bhavasya), поскольку они порождают карму, которая, в свою очередь, ведёт к новым перерождениям. Основные загрязнения известны как три неискусных корня (акушала мула, санскр. akuśala-mūla) — жадность (рага, санскр. rāga), враждебность (пратигха, санскр. pratigha) и невежество (авиджжа, санскр. avidyā). Из них наиболее фундаментальным является невежество. Сангхабхадра определяет его как "особую дхарму, которая вредит мудрости (праджня). Оно является причиной перевёрнутых, искажённых взглядов и препятствует видению достоинств и недостатков.
Согласно Дхаммаджоти, загрязнения описывают следующими терминами:
1) оковы (самйоджана, санскр. saṃyojana); 2) рабство (бандхана, санскр. bandhana); 3) окутывание (праявастхана, санскр. paryavasthāna); 4) протечка/поток (ашрава, санскр. āsrava); 5) затопление (огха, санскр. ogha); 6) хомут/узы (йога, санскр. yoga); 7) цепляние (упадана, санскр. upādāna); 8) телесная связь (кайа-грантха, санскр. kāya-grantha); 9) помеха (ниварана, санскр. nivaraṇa).
Эти многочисленные категории используются для описания различных доктринальных тем и систематики дхарм. Например, все дхармы, как с протечками так и без них, удерживают живые существа в потоке существования, а также вызывают загрязнения, проникающие через сферы чувств.
Загрязнения также делятся на подкатегории. Например, есть три типа протечек: протечка чувственности (камасрава, санскр. kāmāsrava), протечка существования (бхавасрава, санскр. bhavāsrava) и протечка невежества (авидьясрава, санскр. avidyāsrava); есть четыре привязанности: привязанность к чувственности (камопадана, санскр. kāmopādāna), привязанность к воззрениям (дришти-упадана, санскр. dṛṣṭy-upādāna), привязанность к воздержанию и обетам (шилавратопадана, санскр. śīlavratopādāna) и привязанность к теории души (атмавадопадана, санскр. ātmavādopādāna); и есть пять препятствий: (I) чувственное желание, (II) злоба, (III) вялость-сонливость (стияна-миддха, санскр. styāna-middha), (IV) беспокойство-раскаяние (аудхатиякауктия, санскр. auddhatyakauktya) и (V) сомнение.
Для вайбхашиков устранение загрязнений начинается с исследования природы дхарм (дхарма-правичая, санскр. dharma-pravicaya). Это исследование проводится по-разному, например, путём рассмотрения того, как возникают и растут омрачения, каковы их объекты познания, и следует ли избавляться от омрачений посредством постижения Четырёх благородных истин (даршана-прахея, санскр. darśana-praheya) или взращивания (бхавана-прахея, санскр. bhāvanā-praheya).
В системе вайбхашики отказ от загрязнения не означает его полное уничтожение, поскольку все дхармы существуют на протяжении трёх времен. Человек становится загрязнённым, когда дхарма обретения связывает его с загрязнением (самйога, санскр. saṃyoga), и избавляется от загрязнения, когда одновременно прекращается дхарма обретения и возникает обретение разъединения (висамйога-прапти, санскр. visaṃyoga-prāpti). В то время как отказ от дхармы происходит сразу и не повторяется, обретение разъединения может происходить снова и снова, отражая более глубокий и устойчивый духовный прогресс.
Это важный момент, поскольку вайбхашики утверждали, что «свобода от духкхи должна быть достигнута путём постепенного и систематического отказа от загрязнений» и отвергали возможность внезапного просветления. Есть четыре метода избавления от омрачений, первые три относятся к отказу путём видения (даршана-хейя).
1. Аламбана-париньяна, санскр. ālambana-parijñāna: полное понимание природы объекта, из-за которого возникает загрязнение.
2. Тадаламбана-самкшая, санскр. tadālambana-saṃkṣaya: разрушение загрязнения, являющегося объектом другого загрязнения, с одновременным разрушением последнего (субъекта).
3. Аламбана-прахана, санскр. ālambana-prahāṇa: отказ от загрязнения, принимающего в качестве объекта ещё одно загрязнение, путем отказа от последнего (объекта).
4. Пратипакшодая, санскр. pratipakṣodaya: отказ от загрязнения из-за возникновения его противоядия. Это особо касается загрязнений, от которых избавляются путём взращивания (бхавана-хея, санскр. bhāvanā-heya).

## Карма
Вайбхашика признавала глубокую и в конечном итоге непостижимую природу кармы, но при этом всё же старалась дать рациональное объяснение её основных механизмов и показать, что это срединный путь между детерминизмом и абсолютной свободой. В «Махавибхаше» отмечено, что существуют различные, но связанные между собой способы использования термина «карма». Он может относиться как к действиям в общем смысле, так и конкретно к этическим поступкам, которые имеют желательные или нежелательные последствия.
Кармой также называют фактические причины воздаяния (випака-хету) действий, которые, согласно Дхаммаджоти, играют решающую роль «в определении различных сфер (дхату), уровней (гати, санскр. gati) и способов рождения (йони, санскр. yoni) живого существа и персональных различий (пудгала), например, разную продолжительность жизни, физический облик, социальный статус и т. д.».
Как утверждает Васубандху, карма — это не единственный фактор, способствующий перерождению: «Не только карма инициирует рождение (джанман, санскр. janman)». Карма также связана с загрязнениями, поскольку они действуют для кармы как порождающие причины и поддерживающие условия.

### Классификация
Есть три основных типа кармы: телесная, речевая и ментальная. Центральным и фундаментальным элементом кармы является волевой аспект (четана), который включает в себя всю ментальную карму, поскольку он порождает и способствует другим типам кармы. Сангхабхадра, цитируя сутры, утверждает, что воля (то есть ментальная карма) является кармой «в собственном или специфическом смысле, поскольку она и есть основная причина (вишишта-хету, санскр. *viśiṣṭa-hetu) в создании образа наделённого чувствами существования».
В вайбхашике карма также имела дальнейшую классификацию по типам:
- волевая карма (четана) и карма, вытекающая из воли (четайитва, санскр. cetayitvā);
- информативная (виджняпти, санскр. vijñapti) и неинформативная (авиджняпти, санскр. avijñapti) карма. К этому типу относятся действия телом и речью, которые информируют других о соответствующем психическом состоянии;
- умелая (кушала), неумелая (акушала) и морально нейтральная (авьякрита, санскр. avyākṛta) кармы;
- карма с протечками/потоками (сасрава) без протечек/потоков (анасрава);
- определённая (нията, санскр. niyata) и неопределённая (анията, санскр. aniyata) карма;
- карма, которая уже реализовалась (крита, санскр. kṛta) и которая накапливается (упачита, санскр. upacita);
- проектирующая (акупака, санскр. ākepaka) и завершающая (парипурака, санскр. paripūraka) карма.

Особенно важны информативная и неинформативная типы. Для вайбхашики оба типа являются реальными сущностями и относятся к карме, вытекающей из воли (четайитва). Кроме того, природа информативной кармы материальна, это особая телесная форма в ходе совершения действия (включая звук). Сангхабхадра аргументирует это тем, что если вся карма является простой волей (как считают саутрантики), то намерение убить — это то же самое, что совершённое убийство. Вайбхашики также считали, что неинформативная карма представляет собой своего рода тонкую «неустойчивую» материю, сохраняющую кармическую эффективность. Эта точка зрения подвергалась яростным нападкам со стороны саутрантиков.
Подобно другим буддийским школам, вайбхашики в качестве главного этического руководства в отношении того, чего следует избегать и что следует культивировать, учили десяти путям кармы. Следует подчеркнуть, что ядром этого учения остаётся воля. Например, даже если человек не совершает действий в соответствии со своими вредными намерениями, само намерение образует неумелую карму.

### Карма и время
Теория кармы вайбхашики тесно связана с теорией существования в трёх временах, поскольку карма также существует в прошлом и будущем. Эффективность прошлой кармы была для вайбхашиков частью аргумента в пользу того, что «всё существует», поскольку если прошлая кармическая причина воздаяния полностью прекращает существование, она не может привести к кармическому последствию или плоду. Как объясняет Дхаммаджоти:
В тот самый момент, когда возникает причина воздаяния, она определяет причинную связь с будущим плодом; то есть «он схватывает плод». В последующий момент, когда возникают необходимые условия, она, оставшись в прошлом, может причинно привести плод в жизнь, как бы перетаскивая его из будущего в настоящее; то есть «приносит плод».
Саутрантики отвергали эти идеи и выдвигали конкурирующую теорию, известную как теория семян. Согласно этой теории, воля создаёт цепочку мгновенных дхарм, называемых семенами, которые непрерывно передаются в потоке ума, пока не прорастут, производя кармический эффект.
Сангхабхадра критиковал эту теорию, указывая на то, что когда семя превращается в растение, процесс не прерывается. Но с точки зрения саутрантиков, прерывание возможно, например, когда у человека возникают мысли другого этического типа или когда он входит в медитативное состояние, которое полностью прерывает умственную деятельность (такое как асамджни-самапатти, санскр. asaṃjñi-samāpatti, или ниродха-самапатти, санскр. nirodha-samāpatti). А поскольку саутрантики были презентистами, они считали, что в этот момент прошлая карма также перестаёт существовать и, следовательно, не может стать причиной плода.

### Кармическое воздаяние
В Абхидхарме вайбхашики природа кармического воздаяния, то есть то, как человек испытывает последствия своих действий, не фиксирована и зависит от различных условий, таких как духовный статус и мудрость человека. У Васубандху есть такие строки:
Невежественный, совершающий даже маленькое зло, падёт; мудрый, хотя и совершающий великое, оставит позади дурное [обитель]. [Кусок] железа, хотя и маленький, утонет в воде; тот же кусок, превращённый в чашу, хоть и большой, поплывёт.
Есть шесть факторов, которые влияют на тяжесть кармического воздаяния (и, следовательно, на то, насколько плохим будет перерождение в будущем):
- действия, совершённые после основного кармического акта;
- статус «поля» (кшетра-вишеша, санскр. kṣetra-viśeṣa), соответствующий этическому и духовному статусу человека;
- основа (адхиштана, санскр. adhiṣṭhāna) — сам акт;
- подготовительное действие (прайога, санскр. prayoga), ведущее к основному акту;
- воля (четана), намеренная умственная сила, стоящая за действием;
- сила намерения (ашьяя-вишеша, санскр. āśaya-viśeṣa).

Также считается, что не все виды кармы обязательно будут иметь последствия. Такова, например, неопределённая (анията) карма, которая контрастирует с определённой, то есть той, которая обязательно приведёт к воздаянию (в этой, в следующей или в какой-то дальнейшей жизни). Такая неопределённая карма может ослабнуть или стать бесплодной благодаря практике духовного пути. Пример этого приведён в сутте «Комок соли» (Лонакапалла сутта АН 3.100). Определённая карма — это особенно нечистые поступки, например, убийство родителей, которые нельзя изменить таким образом.
Ещё одно важное различие здесь наблюдается между реализовавшейся кармой (крита), которая относится к подготовительным и основным действиям, и накапливаемой кармой (упачита), относящейся к последовательным поступкам, «завершающим» действие. Например, можно подготовиться к убийству кого-то и попытаться это сделать, но потерпеть неудачу. В таком случае карма не накапливается. Также не накапливается карма, при совершении непреднамеренных поступков. Хотя подготовка по-прежнему является плохой кармой, она необязательно будет иметь последствия. Однако, если имелось намерение и оно было осуществлено, обязательно последует кара.
Ещё одно ключевое различие — между проецированием (акепака) и довершением (парипурака) кармы. Проецирование кармы — это единичный акт, который является основной причиной, определяющий будущее существование (как и промежуточное существование, антара-бхава, санскр. antarā-bhava), в то время как довершение кармы отвечает за некий опыт в этом конкретном существовании, например, определяет продолжительность жизни. В этой системе карма в первую очередь индивидуальна. Иными словами, карма одного человека не приведёт к тому, что другой человек испытает плод воздаяния.
Однако есть кармический плод, переживаемый группой людей — плод господства (адхипати-пхала), влияющий на жизнеспособность и долговечность внешних вещей, таких как растения и планеты. Таким образом на внешний мир воздействуют «четыре прибавления»: «продолжительности жизни, живых существ, внешних предметов полезности и удовольствия (парикара, санскр. parikāra) и искусных дхарм». В этом смысле существует «коллективная карма». Для вайбхашиков вселенная является коллективной кармой (то есть плодом господства) всех населяющих её существ.

## Зависимое происхождение
Абхидхарма сарвастивады интерпретирует ключевую буддийскую доктрину взаимозависимого происхождения, фокусируясь на том, как 12 звеньев, нидан, способствуют перерождению с точки зрения трёх периодов существования (прошлого, настоящего, будущего).
Причины в прошлом
1. Невежество (авидья) — все загрязнения в прошлой жизни, поскольку они связаны с неведением и вызваны им.
2. Обусловленности (санскары) — все прошлые кармические конструкции, движимые невежеством.
Последствия в настоящем
3. Сознание (виджняна) — сознание, которое входит в матку в момент перерождения.
4. Психофизический комплекс (нама-рупа) — тело и ум, особенно в фазе развития в утробе матери.
5. Шесть чувственных полей (садаятана, санскр. ṣaḍāyatana) — пять чувств восприятия и умственное чувство.
6. Контакт (спарша, санскр. sparśa) — между органами чувств и их объектами.
7. Ощущение (ведана) — различные приятные, неприятные и нейтральные ощущения.
Причины в настоящем
8. Страстное желание (тришна) — стремление к чувственным наслаждениям, желание материальных вещей и секса.
9. Цепляние (упадана) — сильная привязанность к желаемым объектам.
10. Существование (бхава) — относится ко всем нынешним кармам, которые определяют будущее существование.
Будущие эффекты
11. Рождение (джати, санскр. jāti) — первое воссоединяющее сознание в будущем рождении.
12. Старость и смерть (джара-марана, санскр. jarā-maraṇa) — всё, что происходит от будущего перерождения до смерти.
Несмотря на то, что эти факторы представлены линейно в форме списка, считается, что они обусловливают друг друга разными взаимосвязанными путями. Модель трёх жизней (пракаршика, санскр. prākarṣika) представляет собой наиболее широко используемый способ понимания взаимозависимого происхождения, но в Абхидхамме сарвастивады были приняты три других способа объяснения.
- Мгновенный (кшаика, санскр. kṣaika) — 12 звеньев объясняются как присутствующие в одном моменте ума.
- Относительно состояний (авастхика, санскр. āvasthika) — эта модель утверждает, что в каждом из звеньев присутствуют пять совокупностей. Каждое звено названо так, потому что на данный момент оно является преобладающей силой среди совокупностей и, таким образом, весь набор совокупностей в этот момент называется «неведение» (и так далее).
- Связанный (сабандхика, санскр. sābandhika) — относится к тому, как 12 звеньев связаны с целым полем причин и следствий, то есть «всеми обусловленными дхармами» или существованием всех явлений.

## Духовный путь
Вайбхашика понимала духовный путь как постепенный процесс отказа от омрачений, "«внезапное просветление» отрицалось. Анализ различных духовных путей, представленный Абхидхармой вайбхашики, соответствует отбрасыванию всевозможных омрачений.
Начало пути состоит из предварительных практик: приближения к «истинным людям», слушания Дхармы, созерцания смысла и практики Дхармы и того, что согласуется с Дхармой. Подготовительные практики также включают соблюдение этических правил (шилам палайати, санскр. śīlaṃ pālayati), даяние и изучение Абхидхармы.
В «Махавибхаше» дано следующее краткое объяснение стадий, ведущих к входу в поток:
Вначале из-за своего стремления к плодам освобождения он усердно практикует [i] даяние (дана) и чистые наставления (шила); [ii] понимание, полученное из слушания, созерцание нечистого, внимательность к дыханию и основы внимательности (смритюупасихана, санскр. smṛtyupasthāna); и [iii] теплоту, вершины, восприимчивость и высшие мирские дхармы; и [затем он входит] [iv] в 15 моментов пути видения. В совокупности это называется «твердо стоять на ногах».

### Этапы пути
Вайбхашика разработала план пути к пробуждению, который позже был адаптирован и превращён учеными махаяны в схему «пяти путей» (панчамарга, санскр. pañcamārga). Первоначальная схема делилась на семь стадий подготовительного усилия (прайога) и четыре стадии духовных плодов (пхала, санскр. phala).
Семь стадий подготовительного усилия (прайога)
- Мокшабхагия («способствующая освобождению», санскр. mokṣabhāgīya) относится к медитациям спокойствия и прозрения, которые являются причиной освобождения. Они не полностью разделены и могут сосуществовать. Также считалось, что они формируют мудрость (праджня), полученную в результате совершенствования.
  - Шаматха (успокаивающая медитация), в основном созерцание нечистого (ашубха-бхавана, санскр. aśubha-bhāvanā) и внимательность к дыханию (анапанасмрити, санскр. ānāpānasmṛti), но также включает другие медитации, такие как любящая доброта (майтри, санскр. maitrī).
  - Випассана (медитация прозрения), состоящая из четырёхчастного применения внимательности (смритиупастхана, санскр. smṛtyupasthānas) при созерцании загрязнений, неудовлетворительности, непостоянства и отсутствия Я.
  - Продвинутая стадия випашьяны человек медитирует на четырёх смритюпастханах одновременно.
- Нирведхабхагия («способствующая проникновению», санскр. nirvedhabhāgīya) относится к «четырём искусным корням» (кушаламула, санскр. kuśalamūla) возникновения свободного от протечек знания, то есть тому, что ведёт к вхождению в поток, к первой благородной (арья) стадии освобождения. Говорят, что это мудрость, полученная в результате размышлений. Каждая из стадий служит причиной для последующей.
  - Ушмагата (тепло, санскр. uṣmagata). Изначальное возникновение «тепла благородного знания, способного сжигать горючие загрязнения». Это длительный этап, на котором человек постепенно накапливает мудрость посредством изучения, созерцания и медитации на Дхарму, особенно на 16 аспектов Четырёх благородных истин. На этом этапе всё ещё можно отступить.
  - Мурдха (вершины, санскр. mūrdhan). Человек продолжает размышлять о 16 аспектах Четырёх благородных истин, но на высшем уровне совершенства, на их «вершине» или «пике». На этом этапе всё ещё можно отступить.
  - Кшанти (восприимчивость, санскр. kṣānti). Стадия высочайшего уровня восприимчивости или принятия Четырёх благородных истин. Человек настолько восприимчив к ним, что отступление уже невозможно. Существуют различные восприимчивости, охватывающие сферу чувств, а также высшие сферы существования.
  - Лаукикаградхарма (высшие мирские дхармы, санскр. laukikāgradharma). Созерцание неудовлетворительности сферы чувственности, относится к тем дхармам, которые являются условием возникновения пути видения (даршана-марга, санскр. darśana-mārga).

Четыре стадии плода (пхала):
Каждый из них состоит из двух этапов: этапа пути и этапа плода.
- Шротапатти (входящий в поток, санскр. srotaāpatti).
  - Претендующий на плоды вхождения в поток (шротапатти-пхалапаннака, санскр. srotaāpatti-phalapratipannaka), также известный как путь видения (даршана-марга).
  - Последователь плода вхождения в поток (шротапатти-пхала-стха, санскр. srotaāpatti-phala-stha). С этого момента человек вступает на путь совершенствования (бхавана-марга, санскр. bhāvanā-mārga), на котором постепенно устраняются все оставшиеся загрязнения.
- Сакридагамин (однажды возвращающийся, санскр. sakṛdāgāmin), обе стадии (пути и плода) относятся к бхавана-марга.
- Анагамин (невозвращающийся), обе стадии (пути и плода) также относятся к бхавана-марга.
- Архат, является частью бхавана-марга, но стадия пхала известна как путь отказа от обучения (ашайкша-марга, санскр. aśaikṣa-mārga).

На стадиях прайоги созерцание Четырёх благородных истин происходит со знанием с протечками (сасрава, санскр. sāsrava). Следом за последней стадией прайоги человек может получить доступ к знаниям, свободным от протечек (анасрава-джняна, санскр. anāsrava-jñāna), и должен применить их к благородным истинам. Это известно как прямое (абхисамая, санскр. abhisamaya) духовное постижение внутренних и общих характеристик Четырёх истин. На это уходит 16 мысленных моментов. Понимание истины достигается за два момента, называемых «путями». Дхаммаджоти объясняет это следующим образом:
В первый момент, который зовется беспрепятственным путем (анантария-марга, санскр. ānantarya-mārga), возникающее свободное от протечек понимание называется восприимчивостью (кшанти) к знанию, и с этим отбрасываются омрачения, от которых избавляются видением конкретной истины. В следующий момент, называемый путем освобождения (вимукти-марга), в результате индукционного анализа возникает истинное знание, посредством чего возникает обретение (прапти, санскр. prāpti) прекращения (пратисамкхия-ниродха, санскр. pratisaṃkhyā-nirodha) загрязнений. Таким образом, для всего процесса созерцания, охватывающего сферу чувственности, за которой следуют две высшие сферы, возникает восемь восприимчивостей и восемь знаний, которые являются праджней по своей внутренней природе.
С первого момента интуитивного постижения, который является первым моментом восприимчивости, о человеке говорят, что он арья, благородное существо. Это потому, что возник свободный от протечек путь, и, таким образом, он перестал быть обычным мирским существом (санскр. pṛthagjanatva). Кроме того, согласно этой системе, для единожды вошедшего в поток нет возврата назад. Однако некоторые архаты могут отступить, в основном те, кто из-за своих слабых способностей вступил на путь как «следующий за счёт веры» (шраддханусарин, санскр. śraddhānusārin). Те, кто обладают острыми способностями, изучили и поняли учения (дхарманусарин, санскр. anāsrava-dharmānusārins), не способны отступить, они являются «освобождёнными через мудрость» (праджня-вимукта, санскр. prajñā-vimukta). Вайбхашики считали, что из шести видов архатов пять могут опуститься до «пути видения». Согласно другим школам, тем не менее, признание возможности подобного падения является поношением концепции полного оставления загрязнений — «истины о прекращении», третьей из Четырёх благородных истин.

### Три колесницы и благородные существа
Известно, что вайбхашика-сарвастивада использовала схему Трёх колесниц, которую можно найти в «Махавибхаше»:
1. Шравакаяна — колесница учеников, которые достигают уровня архата;
2. Пратьекабуддхайана — колесница «одиноких Будд»;
3. Бодхисаттваяна — колесница существ, цель которых стать просветлённым и обрести состояние Будды[англ.].

Вайбхашики считали, что, хотя архаты полностью освободились благодаря устранению всех загрязнений, их мудрость не достигла полного совершенства и поэтому уступает мудрости будд. Кроме того, у архатов есть тонкие следы (санскр. vāsanā), оставленные загрязнениями. Таким образом, с точки зрения вайбхашики, архаты обладают определённым незагрязнённым невежеством (аклиштаджняна, санскр. akliṣṭājñāna), которого у нет у будд. Более того, Будда обладает как всеведением (сарваджня, санскр. sarvajñā), так и «мудростью всех состояний» (сарва-акара-джняна, санскр. sarva‑ākāra‑jñāna), то есть знанием всех духовных путей.
Указания на неполноценность состояния архата можно увидеть в таких текстах сарвастивады, как «Нагадатта сутра», где говорится о бхикшуни по имени Нагадатта и приведена критика взгляда школы махишасаки на женщин. Демон Мара принимает форму отца бхикшуни и пытается убедить её практиковать на «более низком уровне» архата. Нагадатта отвергает это, говоря: «Мудрость Будды подобна пустому пространству из десяти четвертей, которое может просветить бесчисленное количество людей. Но мудрость архата низшая».
Вопреки докетической точке зрения махасангхиков, сарвастивадины считали физическое тело Будды (рупакая, санскр. rūpakāya) нечистым и неподходящим для принятия прибежища. Под принятием прибежища в Будде они подразумевали прибежище в самом пробуждении (бодхи), а также в Дхармакае.
Сарвастивадины также признавали верным путь бодхисаттвы, в их трудах можно найти ссылки на практику шести парамит. «Махавибхаша» вайбхашики-сарвастивады включает в себя схему из четырёх парамит: щедрость (дана), нравственность (шила, энергия (вирья) и мудрость (праджня). В тексте говорится, что четыре и шесть парамит являются по сути своей эквивалентами (рассматривая терпение как своего рода нравственность, а медитацию как интуитивную мудрость). Вайбхашики видели в бодхисаттве крайне редкое существо, накопившее огромное количество «заслуг». Доктринальной основой признания пути бодхисаттвы были джатаки, описывающие зарождение стремления к просветлению у Будды Гаутамы и его практику шести парамит. Вайбхашики дословно воспринимали содержащееся в Винае изложение 12-ти деяний «полностью совершенного существа». Согласно вайбхашике, путь бодхисатвы заключается в накоплении заслуг и развитии мудрости на протяжении трёх отрезков неисчислимых кальп, тогда как для прохождения пути пратьекабудды требуется 100 кальп. Будда полностью устраняет как клеши, так иные препятствия. Шраваки и пратьекабудды окончательно искореняют только клеши. К клешам вайбхашики относили веру в существование Я, гнев, жажду и её результат — неведение. Иные препятствия: неспособность постичь отдалённое во времени и в пространстве, глубокие и тонкие свойства будды, а также тонкие элементы причинно-следственных отношений.

## Вайбхашика в учебной буддийской литературе
На философских факультетах буддийских монастырей тексты вайбхашики являются предметом изучения в рамках курсов абхидхармы и винаи. Кроме того, на курсе мадхьямаки вайбхашику рассматривают в литературе по сиддханте. Воззрения вайбхашиков освещены в работах Жамьяна Шепы, монгольского автора Наванг Пелдена, пекинского хутухты Чанкья Рольби Дорже и Далай ламы VII.

## Комментарии
1. ↑  Васубандху часто критиковал в своих трудах Вайбхашику с позиции Саутрантики. «Значительный интерес представляет вопрос, к какой именно буддийской школе принадлежал Васубандху — был ли он убеждённым кашмирским вайбхашиком или же тяготел к Саутрантике, исходя из жизнеописания, составленного Параматхой»[9].